# Presidenti del Laos
I presidenti del Laos si sono avvicendati a partire dal 1975, allorché, esautorato il re Savang Vatthana, il potere fu assunto dal movimento comunista Pathet Lao.
Tutti i presidenti sono stati espressione del Partito Rivoluzionario del Popolo Lao.

## Lista
| Presidente | Presidente | Presidente                     | Partito politico                      | Mandato          | Mandato          |
| Presidente | Presidente | Presidente                     | Partito politico                      | Inizio           | Fine             |
| ---------- | ---------- | ------------------------------ | ------------------------------------- | ---------------- | ---------------- |
|            |            | Souphanouvong                  | Partito Rivoluzionario del Popolo Lao | 2 dicembre 1975  | 29 ottobre 1986  |
|            |            | Phoumi Vongvichit (ad interim) | Partito Rivoluzionario del Popolo Lao | 29 ottobre 1986  | 15 agosto 1991   |
|            |            | Kaysone Phomvihane             | Partito Rivoluzionario del Popolo Lao | 15 agosto 1991   | 21 novembre 1992 |
|            |            | Nouhak Phoumsavanh             | Partito Rivoluzionario del Popolo Lao | 25 novembre 1992 | 24 febbraio 1998 |
|            |            | Khamtai Siphandon              | Partito Rivoluzionario del Popolo Lao | 24 febbraio 1998 | 8 giugno 2006    |
|            |            | Choummaly Sayasone             | Partito Rivoluzionario del Popolo Lao | 8 giugno 2006    | 20 aprile 2016   |
|            |            | Bounnhang Vorachith            | Partito Rivoluzionario del Popolo Lao | 20 aprile 2016   | 22 marzo 2021    |
|            |            | Thongloun Sisoulith            | Partito Rivoluzionario del Popolo Lao | 22 marzo 2021    | in carica        |